# Eruzione di tipo stromboliano

Un diagramma di un'eruzione stromboliana.

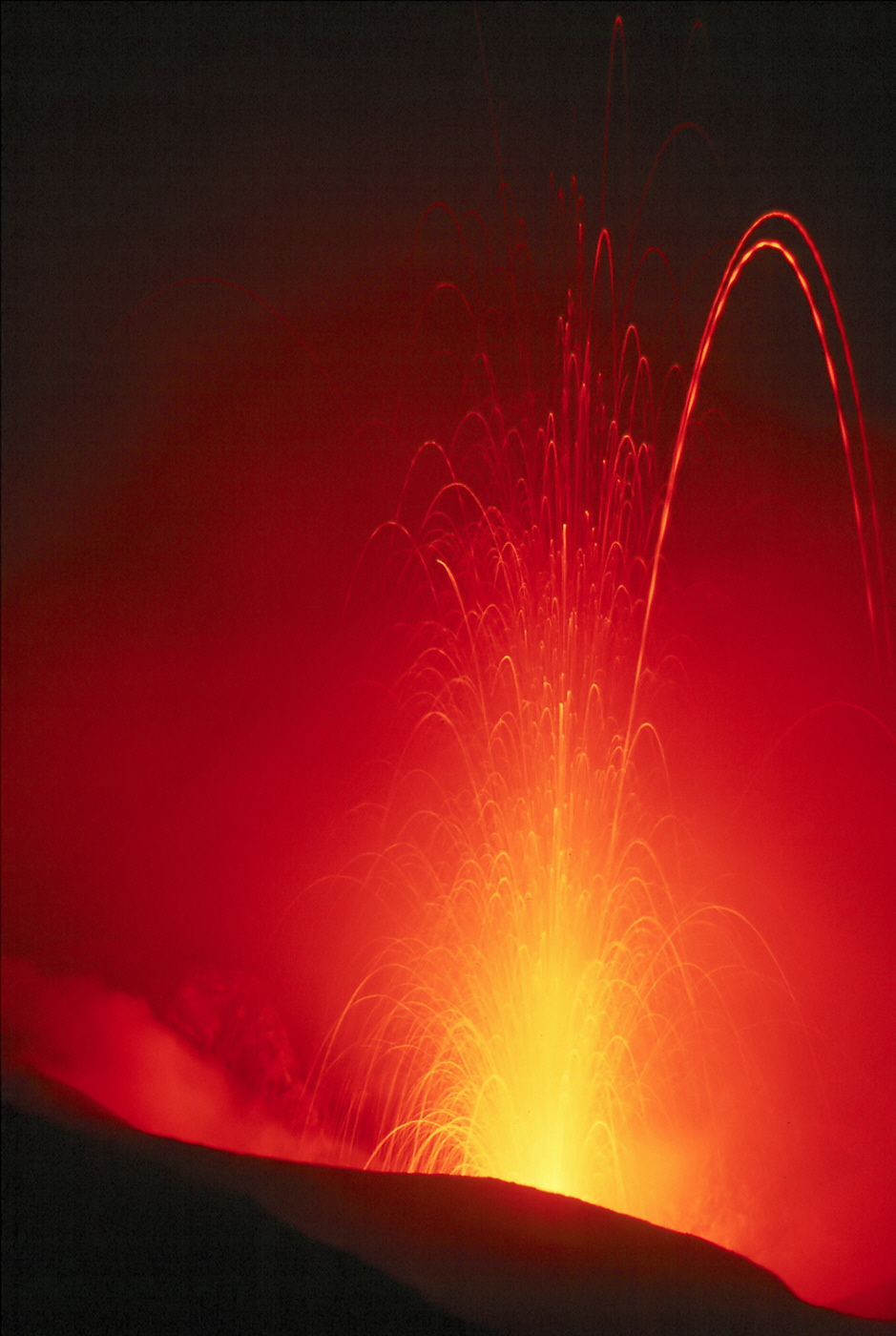
Un'eruzione stromboliana

Le eruzioni di tipo stromboliano sono eruzioni vulcaniche di livello relativamente basso, il nome deriva dal vulcano Stromboli, in Sicilia, dove tali eruzioni consistono nell'espulsione di scorie incandescenti, lapilli e bombe di lava ad altitudini da decine fino a centinaia di metri. Sono da piccole a medie in volume, con violenza sporadica. 

## Caratteristiche
Esse sono definite come "leggermente esplosive ad intervalli discreti ma abbastanza regolari di secondi o minuti".
La tefrite tipicamente si illumina di rosso quando esce dal cratere ma la sua superficie si raffredda e assume un colore dal buio al nero e può solidificare in modo significativo prima dell'impatto. Il tefrite si accumula in prossimità della bocca, formando un cono di scorie. La cenere è il prodotto più comune, la quantità di cenere vulcanica è in genere piuttosto minore.I flussi di lava sono più viscosi, e quindi più corti e più larghi, rispetto alle omologhe eruzioni hawaiane, essi possono o non possono essere accompagnati da produzione di roccia piroclastica.
Invece il gas si fonde in bolle, chiamati lumache di gas, che crescono sufficientemente fino a diventare abbastanza grandi da salire attraverso la colonna di magma, scoppiando vicino alla cima a causa della diminuzione della pressione e gettando lava in aria. Ogni episodio rilascia quindi gas vulcanici, a volte con una frequenza di pochi minuti l'uno dall'altro. Le lumache di gas si possono formare anche alla profondità di  tre chilometri, il che le rende difficili da prevedere.
L'attività eruttiva stromboliana può essere molto duratura in quanto il sistema di condotto non è fortemente influenzato dall'attività eruttiva, per questo il sistema può ripetersi ad intervalli di tempo brevi. Ad esempio, il vulcano Parícutin eruttò continuamente tra il 1943 e il 1952, il monte Erebus, in Antartide, ha prodotto eruzioni stromboliane almeno per molti decenni e Stromboli stesso produsse eruzioni stromboliane per diverse migliaia di anni.